# Myrichthys ocellatus
Serpentine ocellée, Anguille-serpent à taches dorées
Espèce
Statut de conservation UICN

LC : Préoccupation mineure
Myrichthys ocellatus, la Serpentine ocellée, plus rarement Anguille-serpent à taches dorées, est une espèce de poissons anguilliformes de la famille des Ophichthidae et du genre Myrichthys, vivant dans les eaux de l'Atlantique Ouest.

## Répartition
L'aire de répartition de l'espèce recouvre l'Atlantique Ouest, de la Caroline du Nord au sud le long de la côte américaine, aux Bermudes, aux Bahamas, dans le golfe du Mexique, des Florida Keys au nord le long de la côte du golfe jusqu'à Freeport, au Texas et au large du Mexique, de Tuxpan le long de la péninsule du Yucatan jusqu'à Cuba, dans toutes les Caraïbes et le long de l'Amérique du Sud jusqu'à Santa Catarina, au Brésil, où elle est très commune.

## Habitat
C'est une espèce démersale qui vit dans les récifs coralliens, les herbiers marins, les fonds sableux, rocheux et de décombres, dans les amas d'algues ou entre les crevasses des récifs. Elle est présente de la surface jusqu'à sept mètres de profondeur.

## Description
C'est un poisson pouvant atteindre un mètre de long, au corps de la forme d'un serpent, fin, de forme cylindrique, de couleur brun-roux à brun-clair mais qui peut prendre une teinte jaune à verte. Le ventre est jaunâtre à blanc. Le corps et la tête sont parsemés d'ocelles jaune-doré bordés de noir. La nageoire dorsale débute en arrière de la tête et court sur tout le dos jusqu'à la queue qui est pointue. La nageoire anale débute au milieu du corps et se termine au niveau de la queue. Il n'y a pas de nageoires pelviennes ni caudale. Il y a deux petites nageoires pectorales près de la tête, qui est petite et pourvue d'une paire de longues narines tubulaires dirigées vers le bas.

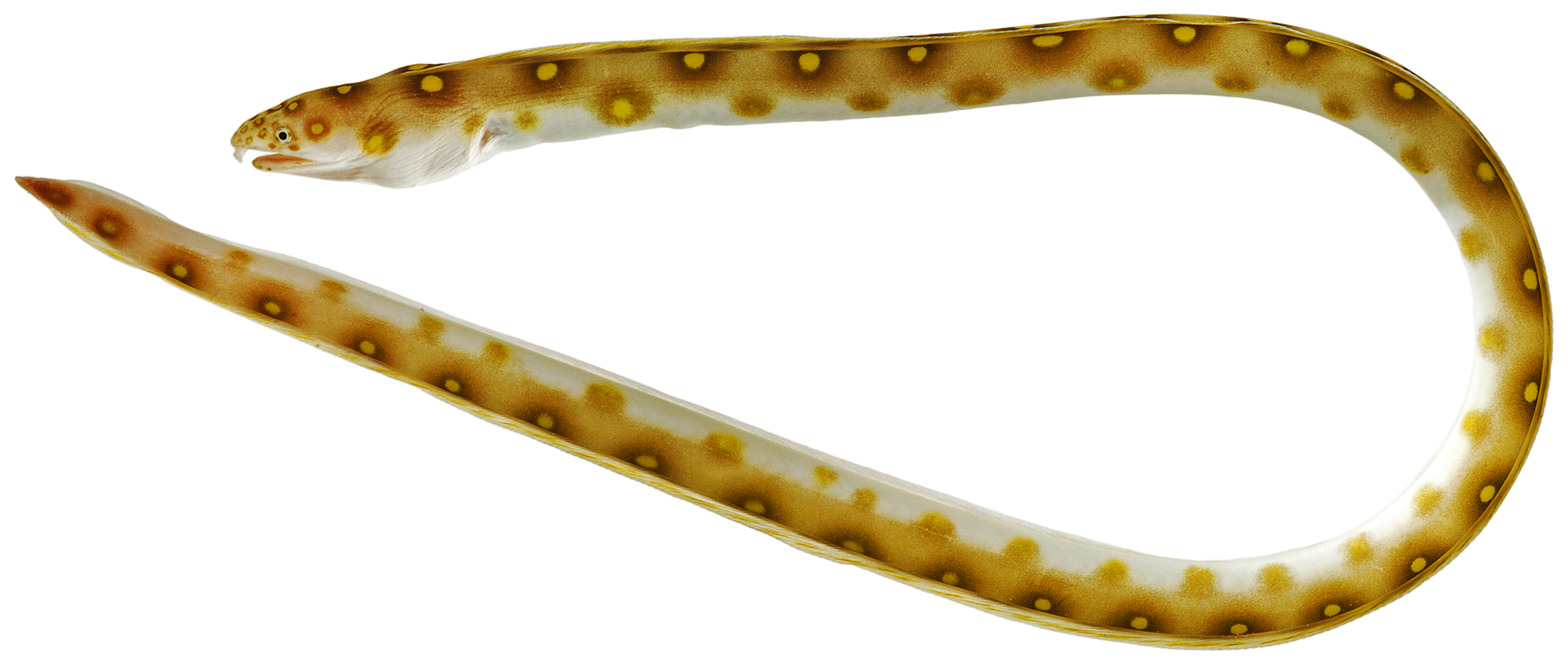
Aspect général.
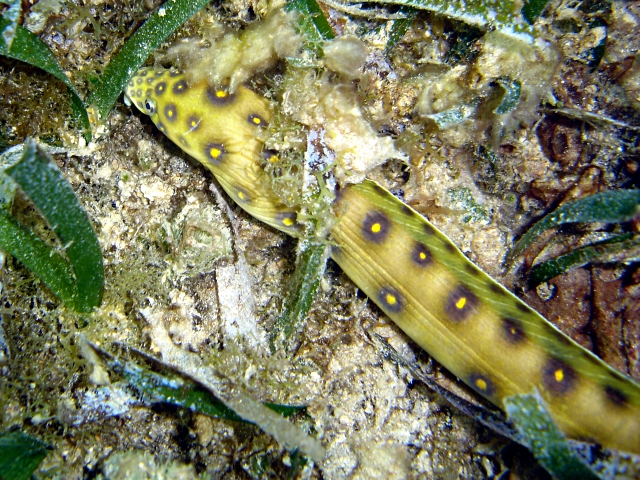
Avant du corps.
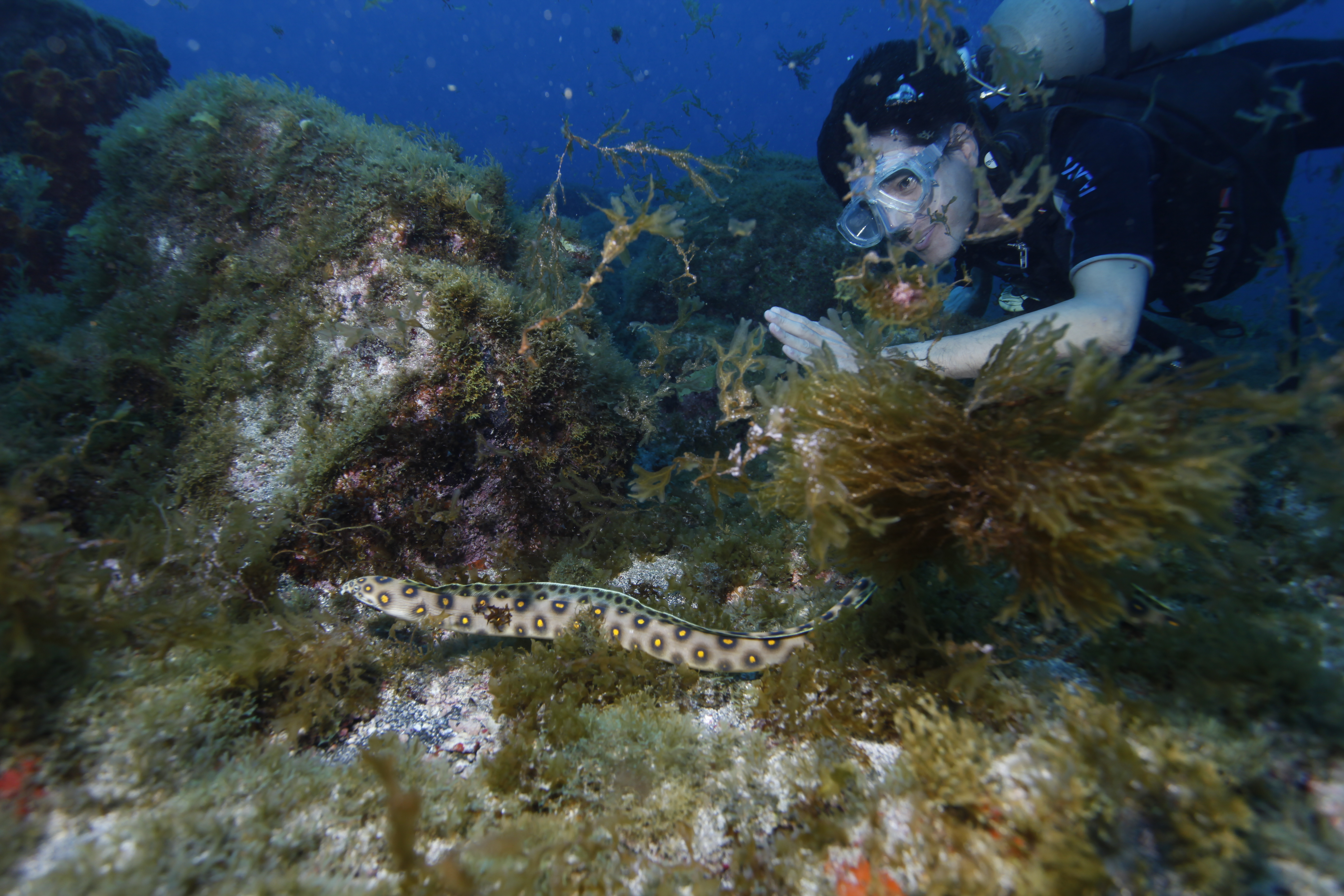
Dans son habitat, observée par un plongeur.

## Biologie
L'espèce est commune près des îles et dans les zones rocheuses ou coralliennes, et peut se déplacer sous le sable. Elle se nourrit principalement de crabes et cherche ses proies la nuit. Pour chasser dans les zones sablonneuses, Myrichthys ocellatus enfouit le bout de sa queue dans le sable et détruit la cachette de la proie en retournant vigoureusement ses régions arrière et/ou antérieure, jusqu'à ce que le trou soit suffisamment élargi pour qu'elle puisse y introduire sa tête et capturer sa proie.

## Systématique
Le nom scientifique complet (avec auteur) de ce taxon est Myrichthys ocellatus (Lesueur, 1825). L'espèce a été initialement classée dans le genre Muraenophis sous le protonyme Muraenophis ocellata, par le naturaliste et explorateur français Charles Alexandre Lesueur, en 1825,.
Myrichthys ocellatus a pour synonymes :
- Muraenophis ocellata Lesueur, 1825
- Myrichthys keckii Silvester, 1915
- Myrichthys oculatus (Kaup, 1856)
- Myrichttys oculatus (Kaup, 1856)
- Ophichthus ocellatus (Lesueur, 1825)
- Ophisurus latemaculatus Poey, 1867
- Pisodonophis oculatus Kaup, 1856

## Étymologie
Le nom générique Myrichthys vient du grec myros, « murène » et ichthus, « poisson ». L'épithète spécifique ocellatus vient du latin ocellatus, « ocelle », en référence aux taches bordées de noir. Le nom en français « Serpentine » provient de la ressemblance de ce poisson avec un serpent.

## Myrichthys ocellatuset l'Homme
Cette espèce est collectée et vendue dans le commerce des aquariums, notamment au Brésil. Cependant, il ne semble pas qu'elle soit menacée, elle est donc de préoccupation mineure selon l'UICN (17 octobre 2021).